# Heart's Content
Heart's Content es un pueblo canadiense situado en la provincia de Terranova y Labrador.

## Superficie
Heart's Content tiene una superficie de 62,87 km².

## Demografía
En 2021, tenía 330 habitantes, una densidad poblacional de 5,2 hab./km², y 225 viviendas.